# Seznam danskih biologov
Seznam danskih biologov.

## B
- Morten Thrane Brünnich

## D
- Carl Peter Henrik Dam

## F
- Johan Christian Fabricius

## G
- Hans Christian Gram

## H
- Emil Christian Hansen

## J
- Wilhelm Johannsen

## K
- August Krogh

## S
- Johannes Schmidt
- Japetus Steenstrup